# Star Wars Resistance
Star Wars Resistance è una serie animata statunitense creata da Dave Filoni, prodotta da Lucasfilm e Lucasfilm Animation. La serie è ambientata nell'universo fantascientifico di Guerre stellari durante gli eventi della trilogia sequel, ed è il successore di Star Wars Rebels, nonché quarta serie canonica dell'universo dopo The Clone Wars, Rebels e Forces of Destiny.
Annunciata ufficialmente il 26 aprile 2018, il creatore della serie Dave Filoni ha detto che la serie è stata influenzata dalle esperienze di suo nonno, pilota nella Seconda guerra mondiale, e soprattutto dagli anime. È incentrata sul personaggio di Kazuda Xiono, un giovane pilota della Resistenza del Generale Organa, che ha il compito di spiare la crescente minaccia del Primo Ordine.
La serie è stata presentata in anteprima su Disney Channel il 7 ottobre 2018 e il giorno dopo ha debuttato su Disney XD negli Stati Uniti e successivamente in tutto il mondo. Dodici corti sono stati trasmessi sul canale YouTube di Disney Channel nel dicembre 2018. Il 9 gennaio 2019 Resistance è stata rinnovata per una seconda ed ultima stagione, composta da 19 episodi, andata in onda in anteprima il 6 ottobre 2019 su Disney Channel, Disney XD e DisneyNow. Si è conclusa il 26 gennaio 2020. In Italia i primi episodi sono stati trasmessi a partire dal 13 ottobre 2018 su Disney XD.

## Trama
La serie animata inizia sei mesi prima degli eventi de Il risveglio della Forza, salvo poi incrociarsi con gli eventi del film al termine della prima stagione. La seconda ed ultima stagione riprende subito dopo, attraversando Gli ultimi Jedi e portando fino a L'ascesa di Skywalker. Resistance ruota intorno a Kazuda Xiono, un giovane pilota che viene reclutato da Poe Dameron nella coraggiosa Resistenza della Nuova Repubblica, sotto la guida del Generale Organa, per spiare la crescente minaccia del sinistro Primo Ordine.

## Episodi

### Stagioni
| Stagione         | Episodi | Prima TV USA | Prima TV Italia |
| ---------------- | ------- | ------------ | --------------- |
| Prima stagione   | 21      | 2018-2019    | 2018-2019       |
| Cortometraggi    | 12      | 2018         | Inedita         |
| Seconda stagione | 19      | 2019-2020    | 2020            |

### Personaggi principali
- Kazuda Xiono (stagione 1-2): il protagonista della serie, è un giovane pilota della Resistenza, cresciuto nella Nuova Repubblica, incaricato di spiare il minaccioso Primo Ordine. In inglese è doppiato da Christopher Sean, mentre in italiano da Stefano Broccoletti.[8][9]
- Jarek Yeager (stagione 1-2): un vecchio amico di Poe Dameron, a cui li chiede di tenere d'occhio Kazuda Xiono durante la sua missione. In inglese è doppiato da Scott Lawrence, mentre in italiano da Stefano Alessandroni.[8][9]
- Torra Doza (stagione 1-2): figlia del capitano Doza della piattaforma, è una degli assi della nave, per cui Kaz è segretamente innamorato. In inglese è doppiata da Myrna Valesco, mentre in italiano da Emanuela Ionica.[8][9]
- Neeku (stagione 1-2): un nikto, amico di Kazuda Xiono. A volte fraintende le sue parole. In inglese è doppiato da Josh Brener, mentre in italiano da Daniele De Lisi.[8][9]
- Tam Ryvora (stagione 1-2): la meccanica della squadra di Yeager, nonché amica di Kazuda Xiono. È doppiata in inglese da Suzie McGrath, mentre in italiano da Veronica Benassi.[8]
- Orka (stagione 1-2): uno dei venditori a bordo della piattaforma, ha una relazione amorosa con Flix (sono la prima coppia LGBT canonica della saga[10]). In inglese è doppiato da Bobby Moynihan, mentre in italiano da Carlo Cosolo.[8][9]
- Flix (stagione 1-2): uno dei venditori a bordo della piattaforma, ha una relazione amorosa con Orka. In inglese è doppiato da Jim Rash, mentre in italiano da Andrea Lavagnino.[8][9]
- Immanuel Doza (stagione 1-2): capitano del Colosso e padre di Torra. In inglese è doppiato da Jason Hightower, mentre in italiano da Pierluigi Astore.[8][9]
- Freya Fenris (stagione 1-2): capitano degli assi, i piloti del Colosso. In inglese è doppiata da Mary Elizabeth McGlynn, mentre in italiano da Giulia Tarquini.[11]
- Hype Fazon (stagione 1-2): vecchio e arrogante amico di Tam Ryvora, che poi diventa uno degli assi della nave. In inglese è doppiato da Donald Faison, mentre in italiano da Edoardo Stoppacciaro.[8][9]
- Griff Halloran (stagione 1-2): un membro degli assi ex-aviatore dell'Impero. In inglese è doppiato da Stephen Stanton, mentre in italiano da Emanuele Durante.[11]
- Bo Keevil (stagione 1-2): un membro degli assi. In inglese è doppiato da Dave Filoni, mentre in italiano da Stefano Oppedisano.[11]
- Kel (stagione 1-2): fratello di Elia, un bambino orfano proveniente da Tehar, che è stato attaccato dal Primo Ordine, e dopo questo evento si recherà insieme alla sorella sul Colosso dove verranno aiutati da Kazuda Xiono e dai suoi amici. In inglese è doppiato da Anthony Del Rio, mentre in italiano da Giulio Bartolomei.
- Elia (stagione 1-2): sorella di Kel, una bambina orfana proveniente da Tehar, che è stato attaccato dal Primo Ordine, e dopo questo evento si recherà insieme al fratello sul Colosso dove verranno aiutati da Kazuda Xiono e dai suoi amici. In inglese è doppiata da Nikki SooHoo, mentre in italiano da Anita Ferraro.
- Synara San (stagione 1-2): un membro della ciurma di Kragan-Gorr, che diventerà poi amica di Kazuda Xiono. In inglese è doppiata da Nanzeen Contractor, mentre in italiano da Isabella Benassi.[12]
- Elrik Vonreg (stagione 1): uno spietato comandante stormtrooper del Primo Ordine, al servizio di Phasma. In inglese è doppiato da Lex Lang, mentre in italiano da Roberto Certomà.[8][9]
- Comandante Pyre (stagione 1-2): uno spregevole comandante del Primo Ordine, al servizio di Phasma. In inglese è doppiato da Liam McIntyre, mentre in italiano da Carlo Scipioni.[13]
- Agente Tierny (stagione 1-2): un agente del Primo Ordine, chiamata dal Comandante Pyre per dare la caccia a Kazuda Xiono e ai suoi compagni. In inglese è doppiata da Sumalee Montano, mentre in italiano da Laura Romano.[5]

### Personaggi secondari
- Generale Organa (stagione 1-2): figlia di Anakin Skywalker e Padmé Amidala, sorella di Luke Skywalker, moglie del Generale Solo, madre di Ben Solo e generale della Resistenza. In inglese è doppiata da Carolyn Hennesy, mentre in italiano da Cristina Aubry.[8][9][14]
- Poe Dameron (stagione 1-2): il miglior pilota della Resistenza, e mentore di Kazuda Xiono. In inglese è doppiato da Oscar Isaac (suo interprete nei film), mentre in italiano da Gabriele Sabatini.[8]
- Capitano Phasma (stagione 1-2): una spietata e minacciosa capitano stormtrooper del Primo Ordine. In inglese è doppiata da Gwendoline Christie (sua interprete nei film) nella prima stagione e da Ellen Dubin nella seconda stagione. In italiano è doppiata da Stella Gasparri.[8]
- BB-8 (stagione 1-2): il droide di Poe Dameron, aiuterà Kazuda Xiono durante la sua missione.[8]
- Bucket (stagione 1-2): il droide astromeccanico di Jarek Yeager.
- CB-23 (stagione 1-2): un droide della Resistenza che prende il posto di BB-8 come aiutante di Kaz.
- Zia Z (stagione 1-2): barista del bar del Colosso. In inglese è doppiata da Tovah Feldshuh.
- Kragan-Gorr (stagione 1-2): capitano di una ciurma di pirati assoldati dal Primo Ordine per attaccare il Colosso. In inglese è doppiato da Fred Tatasciore, mentre in italiano da Giovanni Caravaglio.

### Ospiti
- C-3PO (stagione 1): droide protocollare inventato da Anakin Skywalker precedentemente le guerre dei cloni. Dopo la guerra, e la nascita dell'Impero Galattico, C-3PO aiutò la Ribellione, e dopo la sconfitta dell'Impero, C-3PO aiuta la Resistenza contro il Primo Ordine. In inglese è doppiato da Anthony Daniels, mentre in italiano da Mino Caprio.
- Jace Ruklin (stagione 1-2): amico di Kazuda Xiono. In inglese è doppiato da Elijah Wood, mentre in italiano da Emanuele Ruzza.[15]
- Kylo Ren (stagione 2): il figlio di Ian e di Leila, nipote di Anakin e di Luke, apprendista di Snoke e nuovo Leader Supremo del Primo Ordine. In inglese è doppiato da Matthew Wood, mentre in italiano da David Chevalier.[5]
- Generale Hux (stagione 1-2): spietato e tirannico generale del Primo Ordine, e rivale di Kylo Ren. In inglese è doppiato da Domhnall Gleeson (suo interprete nei film) nella prima stagione,[17] e da Ben Prendergast nella seconda stagione.

## Produzione

### Concezione
(Dave Filoni)

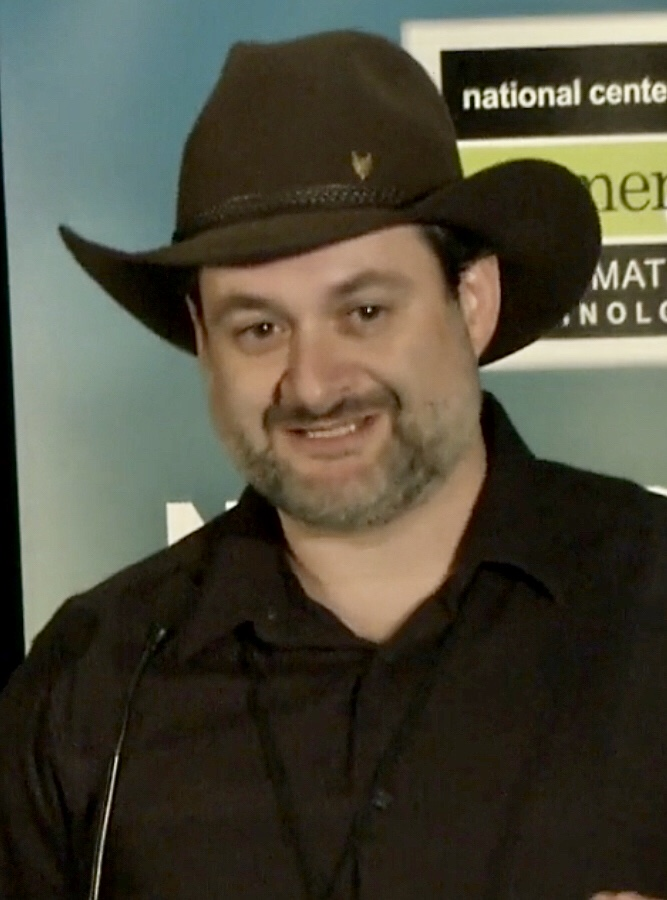
Il creatore della serie Dave Filoni.

La serie è stata creata da Dave Filoni, veterano nel campo dell'animazione alla Lucasfilm (già regista del film d'animazione del 2008 Star Wars: The Clone Wars, supervisore della serie animata omonima, co-creatore di Star Wars Rebels e Forces of Destiny) che nel 2017 è diventato il capo di Lucasfilm Animation. Nel settembre 2016 il presidente della Disney Television Ben Sherwood ha rivelato di aver lavorato con Lucasfilm per una nuova serie animata. Quando venne annunciata la terza stagione di Star Wars Rebels, Filoni dichiarò di essersi dimesso dal ruolo di supervisore dell'animazione in favore dello sviluppo di futuri progetti animati. Nel settembre 2017 Pablo Hidalgo ha rivelato che Filoni e la troupe stavano lavorando alla nuova serie. Il 22 febbraio 2018, il blog /Film ha riferito che Lucasfilm aveva registrato il marchio Star Wars Resistance per una vasta gamma di prodotti e una potenziale serie animata.
Il 26 aprile 2018 fu ufficialmente annunciata la serie e programmata per il debutto nell'autunno 2018. Filoni ha precisato che la serie è stata influenzata dalle esperienze di suo nonno nella Seconda guerra mondiale e soprattutto dagli anime. Il 26 luglio è stato annunciato che la prima stagione sarà composta da 22 episodi. Dal 1º agosto, Polygon Pictures è stata selezionata come società di produzione di animazioni.
Il produttore esecutivo Justin Ridge ha affermato che Dave Filoni voleva fare una serie per cercare di capire cosa stesse facendo il Primo Ordine prima de Il risveglio della Forza. Secondo Ridge, Filoni "è partito da quel seme iniziale". Per l'impostazione della serie, Filoni è stato anche ispirato dalla sitcom Cin cin. La produttrice esecutiva Athena Portillo ha spiegato su StarWars.com che Dave Filoni voleva "una serie che si svolge in un set in cui si va costantemente. Conosci i clienti, conosci le persone e introduci nuovi personaggi... ed è tutto incentrato sul loro modo di vivere".

### Sviluppo
Resistance inizia sei mesi prima della battaglia sulla base Starkiller e alla fine si incrocia con gli eventi de Il risveglio della Forza. Quando la serie ha iniziato lo sviluppo, il team creativo non era sicuro dei dettagli de Gli ultimi Jedi e L'ascesa di Skywalker, quindi dovevano stare attenti a evitare eventuali conflitti di continuità con quei film. La serie doveva durare solo due stagioni, in modo da colmare il divario tra i due film.
Il 12 agosto 2018 Filoni ha dichiarato che non lavorerà direttamente su Resistance come ha fatto nei precedenti progetti animati, a causa del suo lavoro sugli episodi finali di The Clone Wars. Tuttavia, fornirà indicazioni e note al team creativo, un ruolo che egli stesso ha paragonato al lavoro di George Lucas su The Clone Wars.
A differenza di The Clone Wars o Rebels, in questa serie a curare la colonna sonora non è Kevin Kiner, bensì Dylan McGill.
Pochi giorni prima della messa in onda della seconda stagione, i produttori esecutivi Athena Portillo, Brandon Auman e Justin Ridge hanno confermato che, per la prima volta nella storia di Guerre stellari tra film e serie, i personaggi di Orka e Flix rappresenteranno una coppia apertamente omosessuale.

### Design
Le animazioni della serie animata, prodotte da Polygon Pictures, sono state rese in CGI e si basano sullo stile dell'animazione anime, con ispirazioni importanti come Robotech, Lupin III e film di Hayao Miyazaki. Molti dei concept art della serie si basano su schizzi originali inutilizzati di artisti come Joe Johnston, Ralph McQuarrie e Nilo Rodis-Jamero.

### Casting
Insieme al lancio ufficiale della serie, è stato annunciato che Oscar Isaac e Gwendoline Christie riprenderanno i loro ruoli rispettivamente di Poe Dameron e Capitano Phasma. Saranno raggiunti da Bobby Moynihan, Christopher Sean, Suzie McGrath, Scott Lawrence, Myrna Velasco, Josh Brener, Donald Faison, Jim Rash e Rachel Butera. BB-8 è stato confermato che apparirà nella serie.
Inizialmente Rachel Butera era stata scelta per prestare la voce al Generale Organa, tuttavia, in seguito alle reazioni dei fan per un suo post controverso su Twitter, venne sostituita dall'attrice Carolyn Hennesy.
Nella seconda stagione si uniscono al cast dei doppiatori Joe Manganiello, che dà la voce ad Ax Tagrin, Daveed Diggs, voce di Norath Kev, Lucy Lawless, doppiatrice della regina Aeosiana, John DiMaggio, voce di Vranki il Blue e Cherami Leigh, che doppia Mia Gabon. Ellen Dubin sostituisce Gwendoline Christie come voce del Capitano Phasma mentre Matthew Wood, già doppiatore di Ello Asty nella prima stagione, viene scelto per dare la voce a Kylo Ren.

## Promozione
Il primo teaser trailer è stato pubblicato il 17 agosto 2018 sul canale YouTube della Disney, nel quale è stato mostrato il nuovo stile e i personaggi della serie animata. Il trailer ha però ricevuto una reazione mista da parte dei fan, tra cui critiche per il suo evidente target rivolto ai più giovani e sia lodi e critiche per l'animazione in stile anime. Su YouTube, il trailer ha ricevuto in modo schiacciante più "non mi piace" rispetto ai "mi piace", con oltre 25.000 in più di interazioni negative fino al 20 agosto. Secondo Blair Marnell di Nerdist, ha paragonato la reazione iniziale al trailer di Resistance a quella che ci fu quando uscirono la prima volta le serie The Clone Wars e Rebels.
Il 29 agosto 2018 il sito StarWars.com ha pubblicato un video di presentazione dei personaggi che compongono il team "Fireball". Il 15 settembre, tramite l'account Twitter ufficiale di Guerre stellari, è stata pubblicata una clip di presentazione sul team "Aces".
Nell'aprile 2019 la serie è stata protagonista di un panel alla Star Wars Celebration del 2019, durante il quale si è discusso − con il cast dei doppiatori e il team creativo di Resistance −, della prima stagione e, inoltre, sono state stati mostrati il poster e uno sneak peek della nuova stagione. Il 14 agosto 2019 è stato presentato il trailer della seconda ed ultima stagione della serie.

## Distribuzione
La serie ha debuttato negli Stati Uniti su Disney Channel il 7 ottobre 2018, con successive trasmissioni su Disney XD negli Stati Uniti e in tutto il mondo, con l'eccezione del Sud-est asiatico, dove tutti i live-action sono venduti dal canale Sud-est asiatico della Disney La serie è stata rinnovata per una seconda stagione andata in onda verso nell'ottobre del 2019. Il primo episodio, che riparte direttamente dopo la fine della prima stagione, è stato proiettato alla Star Wars Celebration di Chicago nell'aprile 2019. Il 10 dicembre 2018, debutta sul canale YouTube di Disney Channel il primo di dodici corti della serie. La seconda stagione, l'ultima della serie, è stata presentata in anteprima domenica 6 ottobre su Disney Channel e DisneyNOW, con le successive trasmissioni su Disney XD.
In Italia la prima stagione è andata in onda per la prima volta il 13 ottobre 2018 sul canale Disney XD. La seconda stagione invece non è stata trasmessa in seguito alla chiusura di Disney XD, causa il mancato rinnovo contrattuale con Sky Italia.
Entrambe le stagioni sono disponibili sul servizio di streaming Disney+; la prima stagione già al momento del lancio del servizio on demand il 12 novembre 2019 e in Italia dal 24 marzo 2020 (data di uscita italiana del servizio), mentre la seconda è stata inserita il 25 febbraio 2020.

### Edizione italiana
Il doppiaggio italiano è eseguito dalla Dubbing Brothers Int. Italia, ed è diretto da Carlo Cosolo (già direttore di Star Wars Rebels e Star Wars: Forces of Destiny), che è anche curatore dei dialoghi italiani. Molti doppiatori dei film, hanno ripreso i loro ruoli nella serie: Gabriele Sabatini torna a dare la voce a Poe Dameron, Stella Gasparri al Capitano Phasma e Mino Caprio a C-3PO.

### Edizioni home video
Il 23 luglio 2019 Lucasfilm ha annunciato che la prima stagione arriverà in DVD il 20 agosto. I contenuti speciali includono un'anteprima esclusiva sulla realizzazione della serie con il cast e la troupe, 4 commenti audio con Sean, Lawrence, Brener e Velasco, i 12 cortometraggi e "Resistance Rewind".

## Accoglienza
La prima stagione di Resistance ha avuto un'accoglienza generalmente positiva. Sull'aggregatore di recensioni Rotten Tomatoes ha un indice di gradimento del 92% basato su 13 recensioni, con un punteggio medio di 6,72 su 10. Il consenso della critica del sito afferma che "La semplice storia di Star Wars Resistance prepara il terreno per avventure emozionanti - e sembra pronta ad esplorare una tela piena di personaggi immediatamente riconoscibili e un sacco di potenziale."

## Riconoscimenti
Nel luglio 2019 la prima stagione ottiene una candidatura agli Primetime Emmy Awards come "Eccezionale programma per bambini" e vince ai Saturn Award nella categoria "Miglior serie televisiva animata". È in attesa del premio Primetime Emmy Awards del 2020 nella categoria "Eccezionale programma per bambini" per la seconda stagione.

## Opere derivate

### Videogiochi
Il 29 luglio 2019 il sito StarWars.com annuncia il gioco mobile Star Wars Resistance Racer, sviluppato da NeoPangea e giocabile tramite l'app DisneyNOW. Nel gioco potremmo sfidare gli Assi fino al boss finale, modificare la nostra astronave e sbloccare nuovi personaggi.

## Merchandising
Il 4 ottobre 2018, pochi giorni prima della messa in onda dell'inizio di stagione, Hasbro rivela al Comicon di New York una linea di action-figure basate sulla serie, il cui rilascio è previsto per la primavera del 2019. Tra i vari personaggi presenti ci sono il protagonista Kazuda Xiono, Poe Dameron e BB-8, il comandante Pyre, Torra Doza, Synara San, il maggiore Vonreg, Jarek Yeager e Bucket, e uno stormtrooper del Primo Ordine.

### Fonti
1. 1 2 3  (EN) Mercedes Milligan, Polygon Pictures Producing New ‘Star Wars Resistance’ Series, su Animation Magazine, 1º agosto 2018. URL consultato il 2 agosto 2018.
2. ↑  (EN) Andrew Liptak, Star Wars Resistance will be the next animated Star Wars show, su The Verge, 26 aprile 2018. URL consultato il 4 settembre 2004.
3. ↑  (EN) "Star Wars Resistance" Trailer Revealed, su starwars.com, 17 agosto 2018. URL consultato il 20 agosto 2018.
4. ↑  (EN) Sean Kean, Star Wars Resistance shorts tide fans over during midseason break, su CNET, CBS Interactive Inc., 3 gennaio 2019. URL consultato il 4 settembre 2020.
5. 1 2 3  (EN) Star Wars Resistance Season Two Trailer Revealed, su starwars.com, 14 agosto 2019. URL consultato il 4 settembre 2020.
6. ↑  (EN) James Hibberd, Star Wars Resistance to end with season 2; trailer revealed, su Entertainment Weekly, 14 agosto 2019. URL consultato il 4 settembre 2020 (archiviato dall'url originale il 15 agosto 2019).
7. ↑  (EN) Andrew Liptak, Star Wars: Resistance will be the next animated Star Wars show, su The Verge, 26 aprile 2018. URL consultato il 10 maggio 2018.
8. 1 2 3 4 5 6 7 8 9 10 11 12 13 14 15 16 17  (EN) Lesley Goldberg, Star Wars Resistance Animated Series Set at Disney Channel, in The Hollywood Reporter, 26 aprile 2018. URL consultato il 20 maggio 2018 (archiviato il 20 maggio 2018).
9. 1 2 3 4 5 6 7 8 9 10  (EN) Anthony Breznican, Watch the soaring new trailer for the Star Wars: Resistance animated series, in Entertainment Weekly, 17 agosto 2018. URL consultato il 18 agosto 2018 (archiviato il 17 agosto 2018).
10. ↑   Beatrice Pagan, Star Wars Resistance: i produttori confermano che Orka e Flix sono la prima coppia apertamente gay della saga, su BadTaste.it, 10 ottobre 2019. URL consultato il 31 luglio 2022.
11. 1 2 3  (EN) Meet the Aces in a New Star Wars Resistance Featurette, su starwars.com, 14 settembre 2018. URL consultato il 4 settembre 2020.
12. ↑  (EN) Day 418 - Nazneen Contractor -, su 365starwars.com, 5 settembre 2019. URL consultato il 4 settembre 2020.
13. ↑  (EN) Liam McIntyre [@Liam_J_McIntyre], Hope you don't mind sharing your universe with my Gold Commander Pyre Mr @HamillHimself, su Twitter, (Tweet), 5 novembre 2018. URL consultato il 4 settembre 2020.
14. ↑  (EN) Brian Larsen [@LaneWinree], Rachel Butera appears to have been replaced. Carolyn Hennesy is now credited as playing Leia on Resistance, su Twitter, (Tweet), 9 dicembre 2018. URL consultato il 4 settembre 2020.
15. ↑  (EN) Fuel for the Fire, su wdtvpress.com. URL consultato il 4 settembre 2020 (archiviato dall'url originale il 13 agosto 2020).
16. ↑  (EN) 'No Escape Part I' hits us where it hurts on this week's Star Wars Resistance, su SyFy Wire.
17. ↑  Voce d'archivio da Star Wars - Il risveglio della Forza.[16]
18. 1 2  (EN) Ethan Anderton, Star Wars Resistance Animated Series Won’t Have Dave Filoni Running the Ship, su /Film, 15 agosto 2018. URL consultato il 19 agosto 2018.
19. 1 2 3 4  (EN) "Star Wars Resistance", Anime-Inspired Series, Set for Fall Debut, su starwars.com, 26 aprile 2018. URL consultato il 20 agosto 2018.
20. ↑  (EN) Dave Filoni Now Overseeing Creative Development of New Lucasfilm Animation Projects, su slashfilm.com, 26 settembre 2016.
21. ↑  (EN) Marisa Guthrie, Disney/ABC TV's Ben Sherwood on a 'Star Wars' Series, "Mistakes" in Michael Strahan's 'Live' Exit and Bob Iger's Future, 14 settembre 2016. URL consultato il 17 ottobre 2019.
22. ↑  (EN) 'Star Wars Rebels:' Filoni No Longer Supervising Director, su The Hollywood Reporter, 23 settembre 2016. URL consultato il 28 giugno 2017.
23. ↑  (EN) Neil Harrington, Details surface on a new Star Wars animated series, su dorksideoftheforce.com, 25 settembre 2017. URL consultato il 26 settembre 2017 (archiviato dall'url originale il 26 aprile 2018).
24. ↑  (EN) Ethan Anderton, Star Wars: Resistance May Be Lucasfilm's Latest Star Wars TV Series, su slashfilm.com, /Film, 22 febbraio 2018. URL consultato il 10 maggio 2018.
25. ↑   Damiano Lollobrigida, La serie Star Wars Resistance sarà composta da 22 episodi, 26 luglio 2018. URL consultato il 30 agosto 2018.
26. 1 2  (EN) Scott Huver, How Star Wars Resistance Is Intended to Set Up The Force Awakens, su ign.com, 5 ottobre 2018. URL consultato il 5 ottobre 2018.
27. ↑  (EN) The Minds Behind Star Wars Resistance on What's Ahead in the Final Season, su starwars.com, 1º ottobre 2019. URL consultato il 1º ottobre 2019.
28. ↑  (EN) Bryan Young, Star Wars Resistance harbors crazy deep cuts and will cross over with The Force Awakens, su syfy.com, 2 ottobre 2018. URL consultato il 16 ottobre 2019 (archiviato dall'url originale il 12 ottobre 2018).
29. ↑  (EN) Charlie Hall, How the Star Wars Resistance cartoon threads the needle of Disney’s movie trilogy, su polygon.com, 3 ottobre 2018.
30. ↑  (EN) Patrick Cavanaugh, Star Wars Resistance Producers Discuss Connecting to the Bigger Galaxy and Upcoming Adventures, su comicbook.com, 30 settembre 2019.
31. ↑  (EN) Chris E. Hayner, Why Star Wars Resistance Is Ending Before The Rise Of Skywalker, su gamespot.com, 30 settembre 2019.
32. ↑  (EN) Scott Huver, Star Wars Rebels Creator Dave Filoni Reveals How Season4 Almost Ended and His Clone Wars Revival Plans, in IGN, 12 agosto 2018. URL consultato il 19 agosto 2018.
33. ↑  (EN) Star Wars Resistance News Roundup, su TheForce.net, 14 luglio 2018. URL consultato il 28 agosto 2018.
34. ↑  (EN) Scott Roepel, Disney Reveals the First Look at the Star Wars Resistance Trailer, su TheNerdStash.com, 17 agosto 2018. URL consultato il 28 agosto 2018.
35. ↑  (EN) Nick Romano, Star Wars Resistance confirms Orka and Flix as openly gay couple, su ew.com, 30 settembre 2019. URL consultato il 1º ottobre 2019.
36. ↑   Mattia Chiappani, Star Wars Resistance: la prima coppia apertamente gay del franchise, su mondofox.it, 1º ottobre 2019. URL consultato il 1º ottobre 2019 (archiviato dall'url originale il 1º ottobre 2019).
37. ↑  (EN) Designing Star Wars: Star Wars Resistance, su starwars.com, 11 marzo 2019. URL consultato il 28 febbraio 2020.
38. ↑  (EN) Ariana Brockington, Disney Channel Orders Star Wars Resistance Animated Series, in Variety, 26 aprile 2018. URL consultato il 10 maggio 2018.
39. ↑  (EN) Matt Morrison, Star Wars Resistance Fans Respond To Voice Actor Mocking Dr. Blasey Ford, su screenrant.com, 27 settembre 2018. URL consultato il 28 settembre 2018.
40. ↑  (EN) Todd Spangler, ‘Star Wars Resistance’ Actor Rachel Butera’s Twitter Account Deleted After She Ridiculed Christine Blasey Ford’s Voice, su Variety, 28 settembre 2018. URL consultato il 29 novembre 2018.
41. ↑  (EN) Brian Larsen, Rachel Butera appears to have been replaced. Carolyn Hennesy is now credited as playing Leia on Resistance, su Twitter, 9 dicembre 2018. URL consultato il 13 dicembre 2018.
42. 1 2 3 4 5  (EN) Star Wars Resistance Season Two Trailer Revealed, su starwars.com, 14 agosto 2019. URL consultato il 14 agosto 2019.
43. ↑  (EN) Star Wars Resistance First Look, su youtube.com, Disney, 17 agosto 2018. URL consultato il 19 agosto 2018. Ospitato su YouTube.
44. 1 2  (EN) Hanna Flint, Disney's 'Star Wars Resistance' animated series gets severe backlash online, su Yahoo! Lifestyle, Yahoo!, 20 agosto 2018. URL consultato il 19 agosto 2020.
«The video has received over 34,000 dislikes compared to around 8,300 likes with the comments section filled with passionately negative reactions».
Traduzione in italiano: «Il video ha ricevuto oltre 34.000 non mi piace rispetto a circa 8.300 mi piace con la sezione commenti piena di reazioni passionalmente negative»
45. ↑  (EN) Blair Marnell, Star Wars Fans Are Split Over Resistance, su Nerdist, 17 agosto 2018. URL consultato il 19 agosto 2018 (archiviato dall'url originale il 18 agosto 2018).
46. ↑   Federico Bracchi, Team Fireball, svelati i protagonisti di Star Wars Resistance e nuovi dettagli sulla serie!, su guerrestellari.net, 29 agosto 2018. URL consultato il 30 agosto 2018.
47. ↑   Davide Landi, Star Wars: Resistance – un nuovo video presenta il Team Aces, su mangaforever.net, 15 settembre 2018. URL consultato il 15 settembre 2018 (archiviato dall'url originale il 16 settembre 2018).
48. ↑  (EN) SWCC 2019: 6 Things We Learned from the Star Wars Resistance Panel, 17 aprile 2019. URL consultato il 4 settembre 2020.
49. ↑   Andrea Francesco Berni, Star Wars Resistance: Kylo Ren nel primo trailer della seconda e ultima stagione!, su BadTaste.it, 14 agosto 2019. URL consultato il 3 marzo 2020.
50. ↑  (EN) Laura Prudom, Star Wars Resistance: Disney Orders Anime-Inspired TV Show from Rebels Creator Dave Filoni, su m.ign.com, IGN, 26 aprile 2018. URL consultato il 10 maggio 2018.
51. ↑  (EN) Star Wars: Resistance’ gets a second season + mid-season trailer for the rest of season one, su Star Wars News Net.
52. ↑  (EN) Star Wars Resistance Season Two Confirmed, Mid-Season One Trailer Debuts, su starwars.com, 9 gennaio 2019. URL consultato il 19 agosto 2020.
53. ↑  (EN) Sean Keane, Star Wars: Resistance fans treated to season 2's first episode at Celebration Chicago, su CNET, 15 aprile 2019. URL consultato il 16 aprile 2019.
54. ↑  (EN) Justin LaSalata, New Star Wars Resistance Shorts Debut On Disney Channel YouTube, su jedinews.co.uk, 10 dicembre 2018. URL consultato il 25 luglio 2019 (archiviato dall'url originale il 25 luglio 2019).
55. ↑  (EN) James Hibberd, Star Wars Resistance to end with season 2; trailer revealed, su Entertainment Weekly, 14 agosto 2019. URL consultato il 15 agosto 2019.
56. ↑   Leandro Romani, Star Wars: Resistance in Italia dal 13 ottobre su Disney XD, su guerrestellari.net, 7 ottobre 2018.
57. ↑   È vero che alcuni canali Fox, National Geographic e Disney non saranno più visibili su Sky dal 01/10/2019?, su sky.it. URL consultato il 30 settembre 2019 (archiviato dall'url originale il 24 settembre 2019).
58. ↑  (EN) Gregory Lawrence, Here’s What’s New on Disney+ in February 2020, su collider.com, 23 gennaio 2020. URL consultato il 4 febbraio 2020 (archiviato dall'url originale il 25 gennaio 2020).
59. ↑   Star Wars Resistance, su Il mondo dei doppiatori, AntonioGenna.net.
60. ↑  (EN) Star Wars Resistance Season One Coming to DVD on August 20, su starwars.com. URL consultato il 23 luglio 2019.
61. ↑  (EN) Star Wars: Resistance: Season 1, su Rotten Tomatoes, Fandango Media. URL consultato il 19 agosto 2020.
62. ↑  (EN) 71st Emmy Awards Nominees and Winners, su emmys.com, 16 luglio 2019. URL consultato il 25 luglio 2019.
63. ↑  (EN) Ethan Anderton, 45th Saturn Awards Nominations: 'Avengers: Endgame' Leads with 14 Nods, 'Game of Thrones' Tops TV Category, su slashfilm.com, 16 luglio 2019. URL consultato il 25 luglio 2019.
64. ↑  (EN) Mercedes Milligan, 72nd Emmy Awards: The Primetime Animation Nominees Are..., su Animation Magazine, 28 luglio 2020. URL consultato il 19 agosto 2020.
65. ↑  (EN) Alex Kane, 5 Reasons to Take to the Skies with Star Wars Resistance Racer, su starwars.com, 29 luglio 2019. URL consultato il 30 luglio 2019.
66. ↑   Gabriel Valenti, Ecco presentato il gioco “Star Wars Resistance Racer”!, su guerrestellari.net, 30 luglio 2019. URL consultato il 30 luglio 2019.
67. ↑  (EN) NYCC 2018: Habsro Joins the Resistance, su starwars.com, 6 ottobre 2018. URL consultato il 6 ottobre 2018.
68. 1 2   Leandro Romani, Star Wars Resistance, rivelate le prime immagini delle action figure Hasbro, su guerrestellari.net, 4 ottobre 2018.